# Krautheim, Baden-Württemberg
Krautheim är en stad i Hohenlohekreis i regionen Heilbronn-Franken i Regierungsbezirk Stuttgart i förbundslandet Baden-Württemberg i Tyskland. De tidigare kommunerna Gommersdorf, Horrenbach, Klepsau och Oberndorf uppgick i Krautheim, Baden-Württemberg 1 september 1971,  Neunstetten 1 december 1972 samt Altkrautheim, Oberginsbach och Unterginsbach 1 januari 1973.
Staden ingår i kommunalförbundet Krautheim tillsammans med kommunerna Dörzbach och Mulfingen.